# Прем'єр-міністр Нової Зеландії

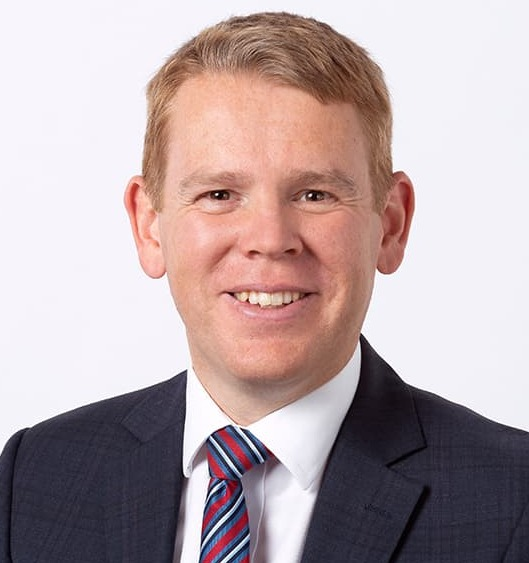
Чинний прем'єр-міністр Нової Зеландії Кріс Гіпкінс

Прем'єр-міністр Нової Зеландії — посада виконавчої влади держави Нова Зеландія. Виникла у 1856 році після того як колонія Великої Британії Нова Зеландія отримала права внутрішнього самоврядування. Прем'єр-міністр Нової Зеландії обирається у парламенті Нової Зеландії, який зі свого боку обирається на парламентських виборах. Він затверджується формально генерал-губернатором і створює свій уряд — кабінет міністрів Нової Зеландії. Уряд формує партія, що перемогла на виборах або коаліція партій.
З 25 січня 2023 року прем'єр-міністром є Кріс Гіпкінс.